# MOB2
In 1986 wordt in België gestart met MOB2, de mobiele telefonie van de tweede generatie. Dit omdat het eerste netwerk van MOB1 volledig verzadigd is.
MOB2 bouwt verder op de techniek van de MOB1 maar de zones worden kleiner en staan onderling in contact met elkaar.
Dit heeft tot gevolg dat het aantal abonnees kan stijgen en je moet niet langer weten waar de abonnee zich bevindt om hem op te roepen.
Het gaat wel nog steeds over een analoog netwerk. Aangezien er geen Europese overeenkomst is omtrent mobiele telefonie zijn de telefoons enkel in de Benelux bruikbaar.
Met de start van MOB3, beter bekend als de GSM, komt begin jaren 90 een einde aan de hoogtijdagen van de MOB2.
Toch zijn er in België eind 1994 nog steeds 59.000 abonnees op dit netwerk. In 1998 bij het stopzetten van het netwerk blijven er hier nog 8500 van over. Alle anderen hebben reeds voor het nieuwe GSM netwerk gekozen.